# Fondoukia translucidella
Fondoukia translucidella är en fjärilsart som beskrevs av Pierre Chrétien 1911. Fondoukia translucidella ingår i släktet Fondoukia och familjen mott. Inga underarter finns listade i Catalogue of Life.